# Юсеф Аталь
Юсеф Аталь (араб. يوسف عتال, нар. 17 травня 1996, Богні, вілаєт Тізі-Узу) — алжирський футболіст, захисник клубу «Ніцца» і національної збірної Алжиру.
У складі збірної — володар Кубка африканських націй 2019 року.

## Клубна кар'єра
Народився 17 травня 1996 року в місті Богні у вілаєті Тізі-Узу.
У дорослому футболі дебютував 2015 року виступами за команду клубу «Параду», в якій провів два сезони, взявши участь у 48 матчах чемпіонату. Більшість часу, проведеного у складі «Параду», був основним гравцем захисту команди.
Своєю грою за цю команду привернув увагу представників тренерського штабу клубу «Кортрейк», до складу якого приєднався 2017 року на правах оренди з правом викупу. Відіграв за команду з Кортрейка наступний сезон своєї ігрової кар'єри. З 10 проведених матчів у чемпіонаті Бельгії у п'яти був визнаний найкращим гравцем матчу.
У липні 2018 «Кортрейк» викупив контракт Аттала та продав його до «Ніцци» за 3 мільйони євро. Команду з Ніцци привабив його профіль захисника, активного в атаках. Станом на 1 червня 2020 року відіграв за команду 44 матчі в національному чемпіонаті та забив 7 голів.

## Виступи за збірну
У 2017 році дебютував в офіційних матчах у складі національної збірної Алжиру.
2019 року поїхав на свій перший Кубок африканських націй, на якому виходив на поле у чотирьох із семи матчів, а його команда завоювала другий в її історії титул чемпіона Африки.
| Дата       | Місто       | Господарі   | Результат               | Гості    | Турнір                                      | Голи | Примітки |
| ---------- | ----------- | ----------- | ----------------------- | -------- | ------------------------------------------- | ---- | -------- |
| 6-6-2017   | Бліда       | Алжир       | 2 – 1                   | Гвінея   | товариський матч                            | -    |          |
| 11-6-2017  | Бліда       | Алжир       | 1 – 0                   | Того     | Відбір до Кубка африканських націй 2019     | -    | 46'      |
| 2-9-2017   | Лусака      | Замбія      | 3 – 1                   | Алжир    | Відбір до ЧС 2018                           | -    | 46' 51'  |
| 5-9-2017   | Константіна | Алжир       | 0 – 2                   | Замбія   | Відбір до ЧС 2018                           | -    | 50'      |
| 12-10-2018 | Бліда       | Алжир       | 2 – 0                   | Бенін    | Відбір до Кубка африканських націй 2019     | -    |          |
| 16-11-2018 | Ломе        | Того        | 1 – 4                   | Алжир    | Відбір до Кубка африканських націй 2019     | 1    | 29'      |
| 22-3-2019  | Бліда       | Алжир       | 1 – 0                   | Туніс    | товариський матч                            | -    |          |
| 11-6-2019  | Доха        | Алжир       | 1 – 1                   | Бурунді  | товариський матч                            | -    |          |
| 16-6-2019  | Доха        | Алжир       | 3 – 2                   | Малі     | товариський матч                            | -    |          |
| 23-6-2019  | Каїр        | Алжир       | 2 – 0                   | Кенія    | Кубок африканських націй 2019 - 1-й етап    | -    |          |
| 27-6-2019  | Каїр        | Сенегал     | 0 – 1                   | Алжир    | Кубок африканських націй 2019 - 1-й етап    | -    |          |
| 7-7-2019   | Каїр        | Алжир       | 3 – 0                   | Гвінея   | Кубок африканських націй 2019 - 1/8 фіналу  | -    |          |
| 11-7-2019  | Суец        | Кот-д'Івуар | 1 – 1 д.ч. (3 - 4 п.п.) | Алжир    | Кубок африканських націй 2019 - чвертьфінал | -    | 30'      |
| 9-9-2019   | Бліда       | Алжир       | 1 – 0                   | Бенін    | товариський матч                            | -    |          |
| 10-10-2019 | Бліда       | Алжир       | 1 – 1                   | ДР Конго | товариський матч                            | -    | 70'      |
| 15-10-2019 | Лілль       | Алжир       | 3 – 0                   | Колумбія | товариський матч                            | -    |          |
| 14-11-2019 | Бліда       | Алжир       | 5 – 0                   | Замбія   | Відбір до Кубка африканських націй 2021     | -    | 84'      |
| 18-11-2019 | Габороне    | Ботсвана    | 0 – 1                   | Алжир    | Відбір до Кубка африканських націй 2021     | -    |          |
| Усього     |             | Матчів      | 18                      |          | Голів                                       | 1    |          |

## Титули і досягнення
- Чемпіон Катару: 2024-25
- Володар Кубка наслідного принца Катару: 2025

Збірні
- Володар Кубка африканських націй (1):

 Алжир: 2019